# Kerstin Thieme
Kerstin Thieme (* 23. Juni 1909 in Niederschlema als Karl Thieme; † 26. November 2001 in Stuttgart) war eine deutsche Komponistin, Kompositionslehrerin, Musikpädagogin und Musikschriftenautorin.

## Leben und Werdegang
Thieme wurde im Erzgebirge geboren. Nach dem Abitur an der Oberrealschule in Aue studierte sie von 1929 bis 1934 Schulmusik und Komposition an der Hochschule für Musik in Leipzig bei Hermann Grabner. Ihre Studienkollegen waren unter anderem Hugo Distler und Miklós Rózsa. 1933 legte sie erfolgreich das Staatsexamen für das Lehramt an Höheren Schulen ab und wurde 1934 mit einer Arbeit über das Thema „Klangstil des Mozartorchesters“ promoviert. Erste Lehrtätigkeiten in Leipzig folgten. In dieser Zeit war sie Musikreferent bei der Hitler-Jugend. Thieme trat zum 1. Mai 1937 der NSDAP bei. Von 1939 bis 1945 war Thieme als Soldat im Zweiten Weltkrieg zum Fronteinsatz verpflichtet und geriet später in Italien in Kriegsgefangenschaft.
Nach ihrer politischen Flucht 1948 aus der sowjetischen Besatzungszone erhielt sie von 1950 bis 1951 eine Anstellung als Studienrat an der Labenwolf-Oberrealschule in Nürnberg, einem musischen Gymnasium. Von 1956 bis 1960 war sie Dozentin am Konservatorium in Nürnberg, wo sie Musiktheorie lehrte. Von 1960 bis 1974 folgte eine Dozentur am Lehrstuhl für Musikerziehung an der Universität Erlangen-Nürnberg. 1973 erhielt Thieme den Johann-Wenzel-Stamnitz-Preis der Künstlergilde Esslingen. 
Nach ihrer Pensionierung 1974 entschloss sich Thieme im Jahre 1976 im Alter von 67 Jahren zu einer Geschlechtsangleichung und nahm den weiblichen Vornamen Kerstin an. 
Kerstin Thieme lebte bis zu ihrem Tod 2001 als Frau. Ihre Tätigkeit als Komponistin setzte sie bis 1989 fort. Sie starb 2001 und wurde auf dem Ostfilderfriedhof in Stuttgart-Sillenbuch beigesetzt.

## Musikalisches Werk
Erste Kompositionserfolge erzielte Thieme bereits in der Leipziger Zeit. Hierzu zählt 1934 die Uraufführung der „Variationen über ein Thema von Hindemith“ für großes Orchester im Leipziger Gewandhaus. Schwerpunkte von Thiemes Kompositionstätigkeit bildeten nach dem Zweiten Weltkrieg vor allem die Vokalmusik und Orchesterwerke. In den Kompositionen mit Texten tritt die menschliche Solo-Stimme zugunsten des Einsatzes von Chören häufig stark zurück. Thiemes Werken, die sich oft durch kühne Harmonien auszeichnen, fehlt es jedoch nie an Sanglichkeit und Textdeutlichkeit.
Zu Thiemes wichtigen Arbeiten gehören unter anderem „Canticum Hoffnung“, ein Triptychon für Sopran solo und gemischten Chor (1973) nach Texten von Nelly Sachs und das „Requiem“, dessen Uraufführung 1998 in Nürnberg erfolgte. Zahlreiche Werke schrieb Thieme auch für Uraufführungen im Rahmen der seit 1951 stattfindenden Internationalen Orgelwoche (ION) in Nürnberg. Enge Verbindungen pflegte Thieme zu den in Nürnberg ansässigen Chören und Chorvereinigungen, wie dem Hans-Sachs-Chor oder dem Bachchor St. Lorenz, die auch mehrfach Thiemes Kompositionen zur Uraufführung brachten.
Thieme erhielt für ihre Kompositionen mehrfach Preise, unter anderem 1989 beim von Elke Mascha Blankenburg mit ins Leben gerufenen Fanny-Mendelssohn-Wettbewerb für Komposition der Stadt Unna. Bei mehreren Musikwettbewerben war Thieme als Jurorin tätig.